# Odeski Międzynarodowy Festiwal Filmowy
Odeski Międzynarodowy Festiwal Filmowy (ukr. Одеський міжнародний кінофестиваль) – coroczny festiwal filmowy odbywający się w lipcu w Odessie na Ukrainie.

## Program festiwalu
Program festiwalu obejmuje następujące sekcje:
Programy Konkursowe:
- Narodowy Ukraiński Program Konkursowy,
- Międzynarodowy Europejski Program Konkursowy,
- Prezentacje przez Biuro Przemysłu Filmowego.

A także programy pokazów specjalnych, które nie są objęte konkursem, a które są tworzone przez Organizatora zgodnie z wewnętrznymi zasadami i regulacjami.

## Historia
Pierwszy Odeski Międzynarodowy Festiwal Filmowy odbył się w dniach 16–24 lipca 2010. W ramach Festiwalu zaprezentowano program konkursowy, w którym znalazło się 16 filmów fabularnych. W sumie na festiwalu pokazano ponad 100 filmów w ramach projekcji konkursowych i pozakonkursowych. Przez pierwsze dwa lata główną siedzibą festiwalu oraz centrum wydarzeń był kijowski kino „Rodina”, w którym miały miejsce projekcje konkursowe i wszystkie główne wydarzenia festiwalu. Od 2012 główną lokalizacją festiwalu stał się Pałac Festiwalowy Odeskiego Teatru Muzycznej Komedii, posiadający 1260 miejsc. Kino „Rodina” pozostało centrum festiwalowym, w którym odbywają się projekcje ukraińskiego programu konkursowego, programów pozakonkursowych, retrospektyw oraz warsztatów.
Uroczystości otwarcia i zamknięcia, a także tradycyjny „czerwony dywan” dla festiwali filmowych odbywają się w słynnym Odeskim Teatrze Opery i Baletu. Projekcje festiwalowe odbywają się w trzech głównych miejscach: Pałacu Festiwalowym, Centrum Festiwalowym w kinie „Rodina” oraz Teatrze Zielonym Stella Artois. Ponadto, od 2019, kino Multiplex stało się jednym z terenów festiwalowych.
Główną nagrodą festiwalu jest „Złoty Dukat”. Przez pierwsze dwa lata główna nagroda Festiwalu Filmowego w Odessie była przyznawana na podstawie decyzji jury. Od 2012 Grand Prix Festiwalu Filmowego w Odessie przyznawane jest na podstawie wyników głosowania publiczności.
Pierwszy festiwal odwiedziło ponad 40 tysięcy widzów. W kolejnym roku liczba ta wzrosła do ponad 70 tysięcy. Podczas trzeciej edycji w 2012 projekcje obejrzało około 100 tysięcy widzów, a na festiwalu gościło około 4,5 tysiąca gości oraz 700 przedstawicieli mediów. Widzowie uroczystości otwarcia i zamknięcia festiwalu liczyli około 3 milionów osób. W programie festiwalu znalazło się 85 filmów z 40 krajów.
W 2011, w dniu zakończenia festiwalu, Odeski Festiwal Filmowy otrzymał nagrodę od międzynarodowej społeczności dziennikarzy – Hollywoodzkiego Stowarzyszenia Prasy Zagranicznej (HFPA), która przyznaje nagrody Złotych Globów. Nagrodę honorową festiwalu wręczył członek HFPA, Gabriel Lerman.
Czwarty Odeski Festiwal Filmowy odbył się w dniach 12–20 lipca 2013. Wśród nowości znalazło się ustanowienie nowej nagrody za najlepszy ukraiński film krótkometrażowy. W trakcie 4. festiwalu miała również miejsce retrospektywa filmów Siergieja Paradżanowa.
Od 2016 festiwal posiada salę wideo, w której można oglądać filmy z programów konkursowych. Festiwal przyznaje także „Złotego Dukata” za wkład w kinematografię, który w 2017 otrzymały aktorka Isabelle Huppert i reżyserka Agnieszka Holland, a w 2018 – aktorki Ada Rohowcewa i Jacqueline Bisset. Podczas 10. Festiwalu Filmowego w Odessie nagrodami zostali brytyjski reżyser teatralny i filmowy Mike Leigh oraz aktorka Catherine Deneuve. Również podczas 10. jubileuszowego OIFF wręczono honorową statuetkę satyrykowi Michaiłowi Żwanieckiemu
Z powodu trwającej wojny rosyjsko-ukraińskiej, część Odeskiego Festiwalu Filmowego w 2022 odbyła się na Międzynarodowym Festiwalu Filmowym w Karlowych Warach w Czechach. W 2023, z powodu rosyjskiej inwazji na Ukrainę, festiwal odbył się w Czerniowcach, natomiast w 2024 w Kijowie.

## Nagrody i jury

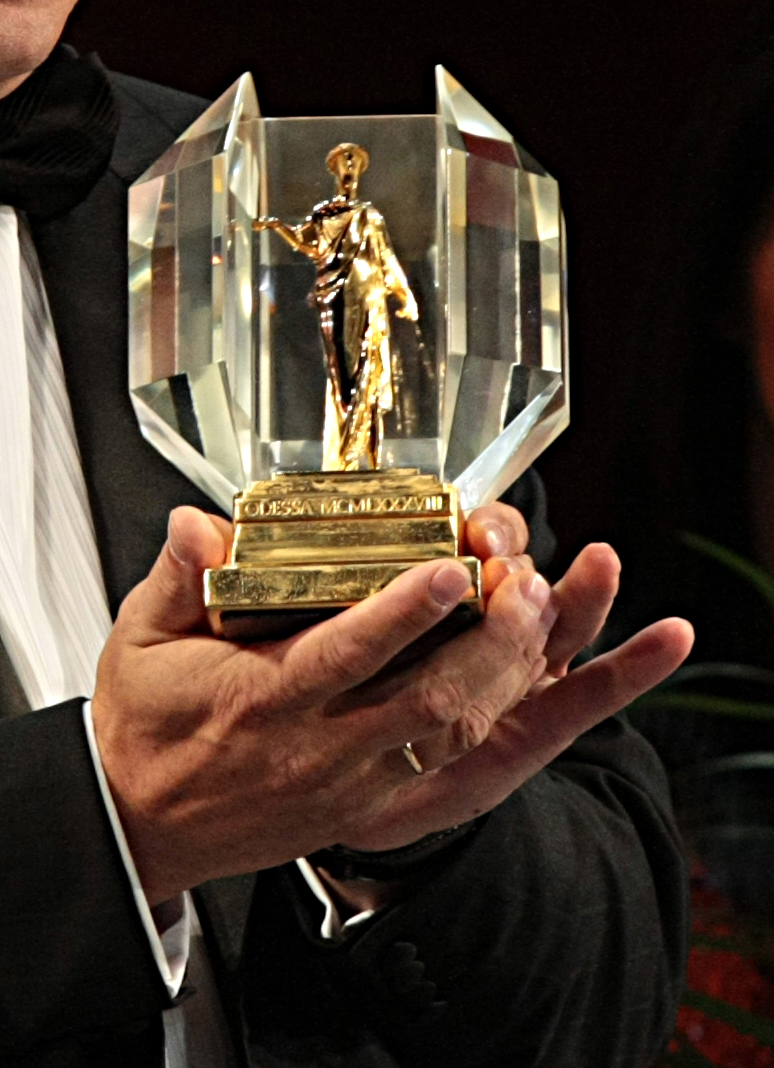
Nagroda „Złoty Dukat” (2010)

Najważniejszą nagrodą festiwalu jest „Złoty Dukat” (ukr. Золотий Дюк). W latach 2010–2011 nagroda była przyznawana przez jury, a od 2012 główne wyróżnienie – Grand Prix festiwalu – jest przyznawane w głosowaniu publiczności.
Festiwal posiada jury międzynarodowe oceniające konkurs międzynarodowy, przyznające nagrody w kategoriach Najlepszy film fabularny, Najlepszy reżyser, Najlepsza rola aktorska. W 2012 dodano konkurs narodowy, a od 2016  jury konkursu europejskich filmów dokumentalnych przyznaje nagrodę dla najlepszego dokumentu.

## Działalność edukacyjna
W ramach festiwalu organizowane są wydarzenia edukacyjne, w tym Szkoła Filmowa – cykl mistrzowskich wykładów prowadzonych przez znanych gości festiwalu, a także warsztaty scenariuszowe dla wyselekcjonowanych uczestników. W ramach przedsięwzięć edukacyjnych działa również Szkoła Krytyki Filmowej.
Dla profesjonalistów filmowych organizowane są wydarzenia w ramach Film Industry Office, takie jak targi filmowe, pitching gotowych i rozwijanych projektów („Work in Progress”), a także prezentacje seriali („EastSeries”).

## Wydarzenia specjalne
Jednym z najbardziej rozpoznawalnych elementów festiwalu są plenerowe pokazy na Schodach Potiomkinowskich, które na jeden wieczór zamieniają się w wielką salę kinową. Podczas pierwszej edycji widzowie obejrzeli film Pancernik Potiomkin (1925) Sergieja Eisensteina z muzyką orkiestry symfonicznej na żywo. W kolejnych latach prezentowano m.in. Metropolis (1926) Fritza Langa, Światła wielkiego miasta (1931) Charliego Chaplina czy Wschód słońca (1927) Friedricha Murnaua.